# ペイジ郡 (バージニア州)
ペイジ郡（英: Page County）は、アメリカ合衆国バージニア州の中央部北に位置する郡である。2010年国勢調査での人口は24,042人であり、2000年の23,177人から3.7%増加した。郡庁所在地はルレイ（人口4,895人）であり、同郡で人口最大の都市でもある。

## 歴史
ペイジ郡は1831年に、シェナンドー郡とロッキンガム郡の一部を合わせて設立された。郡名は1802年から1805年までバージニア州知事を務めたジョン・ペイジに因んで名付けられた。

## 地理
アメリカ合衆国国勢調査局に拠れば、郡域全面積は314平方マイル (813 km2)であり、このうち陸地311平方マイル (806 km2)、水域は3平方マイル (8 km2)で水域率は0.95%である。

### 交通
- ペイジ郡交通が[4]ルレイの町と、ルレイ・フロントロイヤル間でウィークデイにバス便を運行している
- フロントロイヤル地域交通が[5]フロントロイヤルの町でウィークデイにバス便を運行している
- シェナンドー・バレー通勤バスサービスが[6]シェナンドー郡とウォーレン郡を含むシェナンドー・バレー北部から、アーリントン郡とフェアファックス郡を含む北バージニアとワシントンD.C. まで、ウィークデイに通勤バスを運行している。シェナンドー郡の発着点は、ウッドストックなどである。ウォーレン郡の発着点はフロントロイヤル、リンデンなどである。

#### 主要高規格道路
- アメリカ国道211号線
- アメリカ国道340号線
- スカイライン・ドライブ

### 隣接する郡
- シェナンドー郡 - 北西
- ウォーレン郡 - 北
- ラッパハノック郡 - 東
- マディソン郡 - 南東
- グリーン郡 - 南東
- ロッキンガム郡 - 南

### 国立保護地域
- ジョージ・ワシントン国立の森（部分）
- シェナンドー国立公園（部分）

## 人口動態
以下は2000年国勢調査による人口統計データである。
| 基礎データ - 人口: 23,177人 - 世帯数: 9,305 世帯 - 家族数: 6,634 家族 - 人口密度: 29人/km2（74人/mi2） - 住居数: 10,557軒 - 住居密度: 13軒/km2（34軒/mi2） 人種別人口構成 - 白人: 96.65% - アフリカン・アメリカン: 2.61% - ネイティブ・アメリカン: 0.15% - アジア人: 0.24% - 太平洋諸島系: 0.03% - その他の人種: 0.48% - 混血: 0.68% - ヒスパニック・ラテン系: 1.08% 年齢別人口構成 - 18歳未満: 23.0% - 18-24歳: 7.7% - 25-44歳: 28.3% - 45-64歳: 25.3% - 65歳以上: 15.7% - 年齢の中央値: 39歳 - 性比（女性100人あたり男性の人口） - 総人口: 96.2 - 18歳以上: 94.4 | 世帯と家族（対世帯数） - 18歳未満の子供がいる: 29.6% - 結婚・同居している夫婦: 55.8% - 未婚・離婚・死別女性が世帯主: 10.5% - 非家族世帯: 28.7% - 単身世帯: 24.4% - 65歳以上の老人1人暮らし: 11.1% - 平均構成人数 - 世帯: 2.46人 - 家族: 2.91人 収入と家計 - 収入の中央値 - 世帯: 33,359米ドル - 家族: 39,005米ドル - 性別 - 男性: 27,199米ドル - 女性: 19,821米ドル - 人口1人あたり収入: 16,321米ドル - 貧困線以下 - 対人口: 12.5% - 対家族数: 10.1% - 18歳未満: 16.0% - 65歳以上: 14.7% |

## 町
- ルレイ - 郡庁所在地
- シェナンドー
- スタンリー

### CDP
| - アルマ - バトルクリーク - ブレインズビル - ケイブタウン - カマータウン - コンプトン | - フリーバーグ - ファーネス - ハニービル - アイダ - インガム - リークスビル | - マークスビル - ニューポート - オーバーオール - ライリービル - ストーニーマン - グローブヒル |

## 著名な出身者
- ドナルド・キーホー（1897年6月20日 - 1988年11月29日）、元アメリカ海兵隊少佐、作家、ジャーナリスト、UFO研究家、チャールズ・リンドバーグなど航空機パイオニアを助成した